# Potamotrygon scobina
Potamotrygon scobina és una espècie de peix pertanyent a la família dels potamotrigònids.

## Descripció
- Fa 45 cm de llargària màxima i 15 kg de pes.[2][3][4]

## Hàbitat
És un peix d'aigua dolça, potamòdrom, bentopelàgic i de clima tropical.

## Distribució geogràfica
Es troba a Sud-amèrica: rius Amazones, Tocantins, Pará i Trombetas al Brasil.

## Estat de conservació
El seu hàbitat es troba amenaçat per les activitats mineres, el desenvolupament agrícola (incloent-hi la contaminació de l'aigua per les deixalles químiques agrícoles), la construcció d'infraestructures, el turisme, els vessaments de petroli i la construcció de preses. A més, en algunes regions forma part de la dieta humana i els exemplars joves són il·legament capturats i exportats per al comerç internacional de peixos d'aquari.

## Observacions
És inofensiu per als humans.